# Phuntsog Namgyal II
Pour les articles homonymes, voir Namgyal.
Phuntsog Namgyal II (sikkimais : ཕུན་ཚོག་རྣམ་རྒྱལ་, Wylie : phun tshog rnam rgyal, THL : Phuntsog Namgyal), né en 1733 et mort en 1780, est le cinquième chogyal (monarque) du Sikkim.

## Biographie
Gyurmed Namgyal succède à Tenzing Namgyal en 1733 et est lui-même remplacé par Sidkeong Namgyal en 1780.